# Hertogdom Anhalt
Het hertogdom Anhalt (Duits: Herzogtum Anhalt) was een Duitse staat die bestond van 1863 tot 1918. Het behoorde achtereenvolgens tot de Duitse Bond, de Noord-Duitse Bond en het Duitse Keizerrijk. Het land werd geregeerd door het huis Anhalt-Dessau, de enige overlevende linie uit de dynastie van de Ascaniërs. De hoofdstad en het hof waren gevestigd in Dessau.
Anhalt lag in midden-Duitsland en bestond uit twee van elkaar gescheiden landsdelen met een aantal kleinere exclaves. Het grootste deel van het land lag langs de rivieren de Elbe, de Mulde en de Saale. Hier lagen ook de grootste steden Dessau, Köthen, Bernburg en Zerbst. Ten westen hiervan lag het gebied rond Ballenstedt, dat zich uitstrekte tot de uitlopers van de Harz.
Het hertogdom Anhalt ontstond in 1863 na het uitsterven van het hertogelijke huis van Anhalt-Bernburg. Hertog Leopold IV Frederik van Anhalt-Dessau-Köthen erfde Bernburg en verenigde alle Anhaltse hertogdommen tot een staat, met Ballenstedt als zomerresidentie. 
In 1866 werd Anhalt lid van de Noord-Duitse Bond en in 1871 trad het land toe tot het Duitse Keizerrijk. Tijdens de Novemberrevolutie trad Aribert van Anhalt af als regent af namens hertog Joachim Ernst. Op 12 november 1918 werd Anhalt een vrijstaat.

## Regeringsleiders

### Hertogen
- 1863-1871: Leopold IV Frederik (1794-1871)
- 1871-1904: Frederik I (1831-1904)
- 1904-1918: Frederik II (1856-1918)
- 1918: Eduard (1861-1918)
- 1918: Joachim Ernst (1901-1947)
  - 1918: Aribert (1864-1933), regent namens Joachim Ernst

### Staatsministers
- 1863-1868: Carl Friedrich Ferdinand Sintenis
- 1868-1875: Karl August Alfred von Larisch
- 1875-1892: Anton von Krosigk
- 1892-1902: Kurt von Koseritz
- 1903-1909: Johann von Dallwitz
- 1910-1918: Ernst von Laue
- 1918: Max Gutknecht

Anhalt · Baden · Beieren · Bremen · Brunswijk · Elzas-Lotharingen · Hamburg · Hessen · Lauenburg · Lippe · Lübeck · Mecklenburg-Schwerin · Mecklenburg-Strelitz · Oldenburg · Pruisen · Reuss jongere linie · Reuss oudere linie · Saksen · Saksen-Altenburg · Saksen-Coburg en Gotha · Saksen-Meiningen · Saksen-Weimar-Eisenach · Schaumburg-Lippe · Schwarzburg-Rudolstadt · Schwarzburg-Sondershausen · Waldeck · Württemberg
Anhalt (1863-1866) ·
Anhalt-Bernburg (1815-1863) ·
Anhalt-Dessau-Köthen (1853-1863) ·
Anhalt-Dessau (1815-1853) ·
Anhalt-Köthen (1815-1853) ·
Baden · Beieren · Bremen · Brunswijk · Frankfort · Hamburg · Hannover · Hessen-Darmstadt · Hessen-Homburg · Hessen-Kassel · Hohenzollern-Hechingen · Hohenzollern-Sigmaringen · Holstein · Lauenburg · Liechtenstein · Limburg · Lippe · Lübeck · Luxemburg · Mecklenburg-Schwerin · Mecklenburg-Strelitz · Nassau · Oldenburg · Oostenrijk · Pruisen · Reuss jongere linie · Reuss oudere linie · Saksen · Saksen-Altenburg · Saksen-Coburg en Gotha · Saksen-Meiningen ·  Saksen-Weimar-Eisenach · Schaumburg-Lippe · Schwarzburg-Rudolstadt · Schwarzburg-Sondershausen · Waldeck-Pyrmont · Württemberg